# Simfonijski metal
Simfonijski metal kao i symphonic metal ili sympho metal je podvrsta heavy metala. Sadrži svečane orkestralne dionice praćene opernim vokalom i zborskim pjevanjem. Od metala uzima jak ritam, težinu zvuka i gitarsku virtuoznost. Kao raskošan i specifičan stil izražava vedriju stranu heavy metala. Nastao je uglavnom u zemljama sjeverne Europe. Osnivači simfo metala su švedski sastav Therion, koji ga među prvima izvodi kao zasebni žanr, finski Nightwish, talijanski Rhapsody of Fire, te nizozemski Within Temptation. 
U manjoj mjeri su ga svirali i drugi sastavi, kod kojih je bio prisutan samo kao usputan elemenat. S obzirom kako mnogi sastavi heavy metala često sviraju više srodnih stilova, elementi simfonijskog metala mogu se pronaći i kod drugih sastava.
Dodatna osobina ovog žanra je i dočaravanje filmskog ugođaja. Glazbeni stil sastava Rhapsody of Fire bio je promican pod nazivom "Symphonic Epic Hollywood Metal" tj. simfonijski epski holivudski metal. Sharon den Adel pjevačica skupine Within Temptation je 2003. izjavila: 
"Kad smo prije dosta godina počinjali s bandom htjeli smo raditi malo drukčiju muziku nego ostali, nešto više soundtrackovskog tipa, sa žestokim gitarama, nešto bombastično."
Literatura rijetko spominje ovaj podžanr. Često ga se poistovjećuje s power metalom zbog stilskih sličnosti. Zbog uvođenja elemenata ozbiljne glazbe naziva ga se i operni metal. Prisutnost wagnerijanskih glazbenih elemenata se navodi kao utjecaj na ove sastave.

## Glazbeni stil
Pjevanje u simfo metalu može biti standardno kao "čisti" vokal. Izrazito je zastupljen sopran kao i zborno izvođenje.  
Glazbene dionice klasične glazbe preklapaju se s uobičajenom strukturom skladbe tipičnom za metal: snažan zvuk gitare, brz ritam klavijatura te nabijen ritam bubnja. Zvuk se ovih instrumenata dopunjava sa sviranjem na raznim instrumentima velikog orkestra. Najčešće su to violina i violončelo.  Rezultat je bogat zvuk često epskog ugođaja.  Skladbe mogu biti brzog ili srednjeg tempa.

## Najznačajniji albumi
- Theli - Therion
- Vovin - Therion
- Symphony of Enchanted Lands - Rhapsody
- Rain of a Thousand Flames - Rhapsody
- Century Child - Nightwish
- Once - Nightwish
- Mother Earth - Within Temptation